# Ulvejægerne
|  | Denne artikel er oprettet af botten PalnaBot ud fra en ekstern database. Den kan derfor have sproglige fejl eller mangler. Denne skabelon kan fjernes efter kontrol af indholdet. |

Ulvejægerne er en film instrueret af Lau Lauritzen Sr. efter manuskript af A.V. Olsen.

## Handling
Fyrtårnet og Bivognen har fundet sig en ny levevej: de lapper cykler. Forretningen går strygende, indtil de opdager, at de punkteringer, der skal lappes, også er et udslag af vore to venners umættelige foretagsomhed. De må da søge andre jagtmarker - hvilket sidste ord er valgt med omhu; thi der går pludselig vilde rygter om, at Himmelbjergegnen er oversvømmet af vilde ulve. Fy og Bi melder sig som rekrutter til en afdeling jægere, der med stor dødsforagt en gang for alle vil gøre en ende på vilddyrene.